# Metro w Monachium

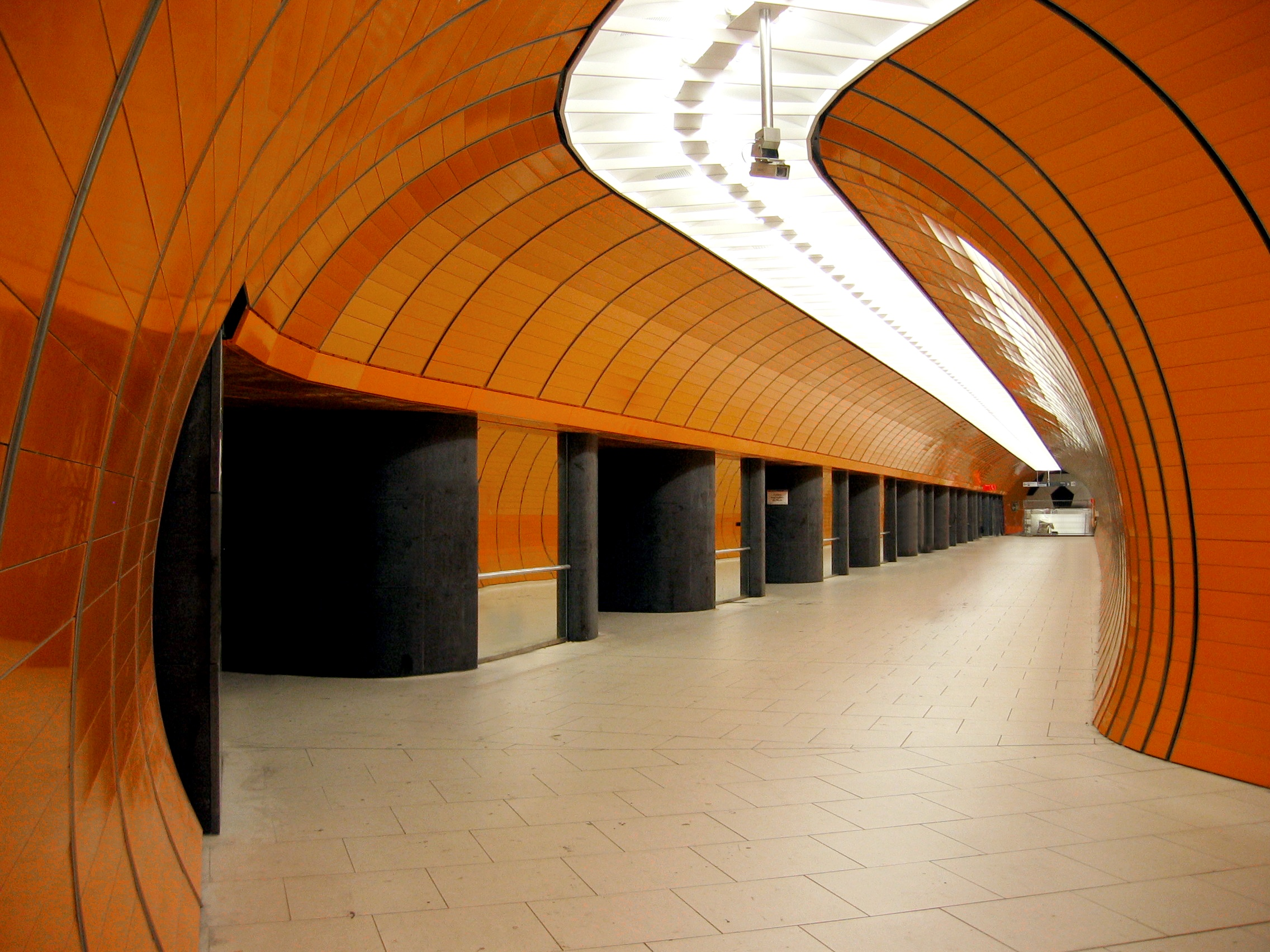
Korytarz na stacji Marienplatz

Metro w Monachium to system kolei podziemnej składający się aktualnie z 6 linii o łącznej długości 103,1 km.

## Historia
Pierwsze plany budowy metra w Monachium pochodzą z 1905 roku. Ówczesne plany przewidywały budowę odcinka Hauptbahnhof – Marienplatz. Niebawem ruszyły pierwsze prace, które posuwały się dość sprawnie i intensywnie. Wkrótce potem okazało się, że na 590 metrze tunelu na wysokości ulicy Lindwurmstraße pojawiło się groźba uszkodzenia budynków pod wpływem drgań, postanowiono więc przerwać prace.
Wkrótce potem zmieniono przebieg trasy by poprowadzić ją pod Ratuszem, zahaczając o stację Karlsplatz.
Przez zaistniałe czynniki, termin zakończenia budowy przedłużył się o 8 lat.
W rzeczywistości nowo zbudowana linia nie była typowym systemem metra, gdyż torowisko połączone było z siecią tramwajową, wagony natomiast poruszały się z prędkością 20 km/h i nie posiadały parametrów pojazdów metra.
Wcześniej przygotowane plany rozbudowy ostatecznie porzucono.
Plany modernizacji i rozbudowy kolei podziemnej w Monachium pojawiły się dopiero 20 lat po zakończeniu II wojny światowej.
Władze miasta w roku 1964 zdecydowały się wówczas na kontynuowanie prac rozpoczętych na początku wieku.
Decydującym czynnikiem popierającym budowę były Igrzyska Olimpijskie, które miały się odbyć w Monachium w 1972 roku.
5 kwietnia 1971 powstał związek komunikacyjny (Münchner Verkehrs- und Tarifverbund – MVV).
19 października 1971 nastąpiło otwarcie pierwszego odcinka nowej linii o długości 12 km, łączącego Betriebshof Freimann – Goetheplatz. Natomiast 8 maja 1972 oddano do użytku pierwszy fragment linii U3, prowadzący z Münchener Freiheit do Olympiazentrum (4 km). 22 listopada 1975 roku pierwszą linię przedłużono o 2,7 km.

## Tabor
- Wagony typu A w użytkowaniu od początku lat siedemdziesiątych, ostatnia partia wagoników pochodzi z 1984 roku. Pociąg składający się z dwóch jednostek ma długość 37,15 m, szerokość 2,90 m i wysokość 3,55 metrów. W czasie trwania eksploatacji wagony poddawane były wielokrotnie modernizacjom. W całości zostały wykonane przez MAN (Waggonfabrik Uerdingen AG). Jeden wagon waży 25,8 tony, posiada 98 miejsc siedzących i 192 stojące (4 osoby na metr kwadratowy).

- Wagony typu B pojawiły się w Monachium pod koniec 1987 roku. Pod względem danych technicznych różnią się od swojego poprzednika niewiele. Podwozie i elektryka wykonane są przez Siemens. W 1994 pojawiła się druga seria wagoników typu B. Posiadają dodatkowo cyfrowy wyświetlacz Solaris, pokazujący stację docelową na przedzie wagonu.

- Wagony typu C dostarczone zostały do Monachium w 2002 roku. Pociągi zapewniają lepszy komfort jazdy, większe bezpieczeństwo, niż w poprzednich modelach. Po Monachium jeździ około 20 pojazdów tego typu.

## Linie
System metra w Monachium składa się obecnie z 8 linii choć w rzeczywistości jest ich 6. Wynika to z faktu, że linie U7 i U8 pokrywają się z trasami istniejących już linii. Linia U7 ma wspólną trasę z U1 (na odcinku Rotkreuzplatz – Kolumbus platz) i U2 (Hauptbahnhof – Messestadt Ost), a linia U8 współistnieje z U2 (Feldmoching – Innsbrucker Ring) i U5 (Innsbrucker Ring – Neuperlach Zentrum).

Plan linii metra

| Otwarto              | Linia           | Trasa                                                                                     | Długość (km) |
| -------------------- | --------------- | ----------------------------------------------------------------------------------------- | ------------ |
| 19 października 1971 | U6              | Kieferngarten – Goetheplatz                                                               | 12,0         |
| 8 maja 1972          | U3              | Münchner Freiheit – Olympiazentrum                                                        | 4,0          |
| 22 listopada 1975    | U6/3            | Goetheplatz – Harras                                                                      | 2,7          |
| 18 grudnia 1980      | U2 (później U8) | Scheidplatz – Neuperlach Süd                                                              | 16,0         |
| 16 kwietnia 1983     | U6 (zach. odc.) | Harras – Holzapfelkreuth                                                                  | 2,7          |
| 28 maja 1983         | U1 (zach. odc.) | Dworzec główny – Rotkreuzplatz                                                            | 3,3          |
| 10 marca 1984        | U4/5            | Westendstraße – Karlsplatz (Stachus) (4,6 km) + połączone tunelem z liniami U6/3 (1,4 km) | 6,0          |
| 1 marca 1986         | U4/5            | Karlsplatz – Odeonsplatz                                                                  | 0,7          |
| 24 marca 1988        | U4/5            | Westendstraße – Laimer Platz                                                              | 1,4          |
| 27 grudnia 1988      | U5              | Odeonsplatz – Innsbrucker Ring (4,1 km)                                                   | 4,1          |
| 27 grudnia 1988      | U4              | Max-Weber-Platz – Arabellapark (3,6 km)                                                   | 3,6          |
| 31 grudnia 1988      | –               | Powiększenie bazy technicznej                                                             | 0,3          |
| 28 grudnia 1989      | U3 (płd.odc.)   | Implerstraße – Forstenrieder Allee                                                        | 6,1          |
| 1 czerwca 1991       | U3 (płd. odc.)  | Forstenrieder Allee – Fürstenried West                                                    | 1,9          |
| 22 maja 1993         | U6 (zach. odc.) | Holzapfelkreuth – Klinikum Großhadern                                                     | 2,9          |
| 20 listopada 1993    | U2 (płn. odc.)  | Scheidplatz – Dülferstraße                                                                | 5,0          |
| 30 czerwca 1994      | U6 (płn. odc.)  | Kieferngarten – Fröttmaning                                                               | 1,0          |
| 28 grudnia 1995      | U6 (płn. odc.)  | Fröttmaning – Garching-Hochbrück                                                          | 3,8          |
| 26 grudnia 1996      | U2 (płn. odc.)  | Dülferstraße – Feldmoching                                                                | 1,9          |
| 9 listopada 1997     | U1 (płd. odc.)  | Kolumbusplatz – Mangfallplatz                                                             | 3,6          |
| 23 maja 1998         | U1 (zach. odc.) | Rotkreuzplatz – Westfriedhof                                                              | 2,0          |
| 29 maja 1999         | U2 (wsch. odc.) | Innsbrucker Ring – Messestadt Ost                                                         | 7,7          |
| 18 grudnia 2003      | U1 (wsch. odc.) | Westfriedhof – Georg-Brauchle-Ring                                                        | 0,8          |
| 31 grudnia 2004      | U1 (zach. odc.) | Georg-Brauchle-Ring – Olympia-Einkaufszentrum                                             | 0,5          |
| 14 grudnia 2006      | U6 (płn. odc.)  | Garching-Hochbrück – Garching-Forschungszentrum                                           | 4,4          |
| 28 grudnia 2007      | U3 (płn. odc.)  | Olympiazentrum – Olympia-Einkaufszentrum                                                  | 2,2          |
| 11 grudnia 2010      | U3 (płn. odc.)  | Olympia-Einkaufszentrum – Moosach                                                         | 2,0          |
| Suma                 |                 |                                                                                           | 103,1        |

| Linia | Trasa                                            | Otwarcie | Stacje |
| ----- | ------------------------------------------------ | -------- | ------ |
| U1    | Olympia-Einkaufszentrum – Mangfallplatz          | 1980     | 15     |
| U2    | Feldmoching – Messestadt Ost                     | 1980     | 27     |
| U3    | Moosach – Fürstenried West                       | 1972     | 25     |
| U4    | Westendstraße – Arabellapark                     | 1988     | 13     |
| U5    | Laimer Platz – Neuperlach Süd                    | 1984     | 18     |
| U6    | Garching-Forschungszentrum – Klinikum Großhadern | 1971     | 26     |